# Стрибки у воду на літніх Олімпійських іграх 1948
Змагання зі стрибків у воду на літніх Олімпійських іграх 1948 у Лондоні тривали з 30 липня до 6 серпня на Вемблі Арені. Розіграно 4 комплекти нагород (по 2 серед чоловіків і жінок). Змагалися 63 стрибуни і стрибунки у воду з 22-х країн.

## Медальний залік
Дисципліни названо згідно з позначеннями Міжнародного олімпійського комітету, але в офіційному звіті їх наведено, відповідно, як "стрибки у воду з трампліна" і "стрибки у воду з вишки".

### Чоловіки
| Дисципліна    | Золото            | Срібло                | Бронза               |
| ------------- | ----------------- | --------------------- | -------------------- |
| Трамплін, 3 м | Брюс Гарлан (USA) | Міллер Андерсон (USA) | Семмі Лі (USA)       |
| Вишка, 10 м   | Семмі Лі (USA)    | Брюс Гарлан (USA)     | Хоакін Капілья (MEX) |

### Жінки
| Дисципліна    | Золото            | Срібло              | Бронза                    |
| ------------- | ----------------- | ------------------- | ------------------------- |
| Трамплін, 3 м | Вікі Дрейвс (USA) | Зої Енн Олсен (USA) | Петсі Елсенер (USA)       |
| Вишка, 10 м   | Вікі Дрейвс (USA) | Петсі Елсенер (USA) | Бірте Хрістофферсен (DEN) |

## Країни-учасниці
- Австралія  (1)
- Австрія  (4)
- Бразилія  (3)
- Канада  (2)
- Чилі  (1)
- Куба  (1)
- Данія  (3)
- Єгипет  (4)
- Фінляндія  (1)
- Франція  (5)
- Велика Британія  (11)
- Угорщина  (1)
- Ірландія  (1)
- Мексика  (4)
- Нідерланди  (2)
- Норвегія  (2)
- ПАР  (1)
- Сирія  (1)
- Швеція  (3)
- Швейцарія  (2)
- США  (7)

## Таблиця медалей
| Місце              | Країна             | Золото | Срібло | Бронза | Загалом |
| ------------------ | ------------------ | ------ | ------ | ------ | ------- |
| 1                  | США (USA)          | 4      | 4      | 2      | 10      |
| 2                  | Данія (DEN)        | 0      | 0      | 1      | 1       |
| 2                  | Мексика (MEX)      | 0      | 0      | 1      | 1       |
| Загалом (3 збірні) | Загалом (3 збірні) | 4      | 4      | 4      | 12      |